# MEDUSA4
MEDUSA4 — 2- и 3-мерная система автоматизации проектных работ (САПР) и черчения, разработанная немецкой компанией CAD Schroer GmbH, специализирующейся в области машиностроения и строительства, а также в области автомобилестроения и смежных областях. Medusa (в версии для Linux) является альтернативой AutoCAD. После появления бесплатной лицензии для персонального использования (как для Linux, так и для Windows) и благодаря мощным инструментальным средствам стала одной из наиболее востребованных САПР среди бесплатного ПО.
MEDUSA4 основана на платформонезависимом ядре, которое вместе с платформонезависимой графической средой пользователя (параметры настроек системы и клиент-серверное взаимодействие основано на XML) предоставляет большую гибкость в выборе операционной системы. Программа может работать в различных операционных системах: Microsoft Windows, Sun Solaris, HP-UX, Linux. Версия для Linux появилась в начале сентября 2005.

## MEDUSA4 Personal
MEDUSA4 Personal — бесплатная лицензия для частного использования без каких-либо скрытых платежей. Пользователь может использовать MEDUSA4 Personal бесплатно только для себя. Эта полнофункциональная версия содержит все возможности коммерческой версии MEDUSA4 Advanced (к примеру, SMART Edit, basic 3D, Parametrics или Sheet Metal Design).
Для получения бесплатной лицензии необходимо зарегистрироваться. Лицензия выдается на 6 месяцев, с возможностью неограниченного продления через каждые 6 месяцев.

## MEDUSA4 Advanced
- Полная 2D-функциональность
- Развитая 3D-функциональность
- Перетягивание сегментов
- Автоматическое вычисление лимитов
- Стандарты оформления ANSI, BSI, DIN, JIS, ISO
- Показ линий скрытых верхним рисунком
- Восходящие и нисходящие моделирование через использование блоков
- «Привязки», позволяющие рисовать без вспомогательных линий
- Параметрическое рисование
- 50 DIN/EN/ISO выборок с около 35000 стандартными деталями, доступен сервис обновлений
- Управление подшивками чертежей
- Конвертирование в форматы DXF/DWG и импорт/экспорт файлов AutoCad
- Документирование и управление данными[2]
- Проектирование электросетей[2]
- Включение унаследованных данных путём применения растровых технологий[2]
- Программирование интерфейсов[2]
- Макрокоманды и встроенный язык программирования
- Поддержка стандартов плоттеров под Solaris: HPGL, HPGL2, PostScript
- Поддержка стандартов плоттеров под Windows: HPGL, WINPLOT
- JDBC-коннектор баз данных